# 温德洛
温德洛是德国下萨克森州的一个市镇。总面积48.23平方公里，总人口974人，其中男性476人，女性498人（2011年12月31日），人口密度20人/平方公里。